# Onthophagus coscineus
Onthophagus coscineus är en skalbaggsart som beskrevs av Bates 1887. Onthophagus coscineus ingår i släktet Onthophagus och familjen bladhorningar. Inga underarter finns listade i Catalogue of Life.